# Charancieu
Charancieu est une commune française située dans le département de l'Isère en région Auvergne-Rhône-Alpes. Ses habitants sont appelés les Charancillois et Charancilloises.

## Géographie

### Situation et description
Située dans la région naturelle des Terres froides, au nord du département de l'Isère, la commune de Charancieu est rattachée à la communauté d'agglomération du Pays voironnais.

### Communes limitrophes
Le territoire de Charancieu est riverain de quatre autres communes iséroises (dont deux communes nouvelles) situées au quatre points cardinaux.

### Climat
Pour des articles plus généraux, voir Climat d'Auvergne-Rhône-Alpes et Climat de l'Isère.
En 2010, le climat de la commune est de type climat des marges montargnardes, selon une étude du Centre national de la recherche scientifique s'appuyant sur une série de données couvrant la période 1971-2000. En 2020, Météo-France publie une typologie des climats de la France métropolitaine dans laquelle la commune est exposée à un climat de montagne ou de marges de montagne et est dans la région climatique Alpes du nord, caractérisée par une pluviométrie annuelle de 1 200 à 1 500 mm, irrégulièrement répartie en été.
Pour la période 1971-2000, la température annuelle moyenne est de 10,8 °C, avec une amplitude thermique annuelle de 17,3 °C. Le cumul annuel moyen de précipitations est de 1 211 mm, avec 9,9 jours de précipitations en janvier et 7,6 jours en juillet. Pour la période 1991-2020, la température moyenne annuelle observée sur la station météorologique de Météo-France la plus proche, « Pont-de-Beauvoisin », sur la commune du Pont-de-Beauvoisin à 7 km à vol d'oiseau, est de 11,8 °C et le cumul annuel moyen de précipitations est de 1 166,3 mm,. Pour l'avenir, les paramètres climatiques de la commune estimés pour 2050 selon différents scénarios d'émission de gaz à effet de serre sont consultables sur un site dédié publié par Météo-France en novembre 2022.

### Hydrographie
Le territoire de la commune est traversé par le ruisseau du Ronceveau

### Voies de communication
L'ancienne route nationale 75 était une route nationale française permettant de rejoindre Tournus par Bourg-en-Bresse et Sisteron, par Grenoble. Cette route qui a été déclassée en RD 1075 en 2006 traverse le territoire de la commune dans sa partie orientale (zone artisanale du Pré Noir).

## Urbanisme

### Typologie
Au 1er janvier 2024, Charancieu est catégorisée commune rurale à habitat dispersé, selon la nouvelle grille communale de densité à sept niveaux définie par l'Insee en 2022.
Elle appartient à l'unité urbaine de Les Abrets en Dauphiné, une agglomération intra-départementale regroupant quatre  communes, dont elle est une commune de la banlieue,,. La commune est en outre hors attraction des villes,.

### Occupation des sols
L'occupation des sols de la commune, telle qu'elle ressort de la base de données européenne d’occupation biophysique des sols Corine Land Cover (CLC), est marquée par l'importance des territoires agricoles (72,8 % en 2018), en diminution par rapport à 1990 (86,1 %). La répartition détaillée en 2018 est la suivante : 
zones agricoles hétérogènes (57,8 %), terres arables (14,9 %), zones urbanisées (11,9 %), zones industrielles ou commerciales et réseaux de communication (7,4 %), forêts (7,2 %), zones humides intérieures (0,7 %). L'évolution de l’occupation des sols de la commune et de ses infrastructures peut être observée sur les différentes représentations cartographiques du territoire : la carte de Cassini (XVIIIe siècle), la carte d'état-major (1820-1866) et les cartes ou photos aériennes de l'IGN pour la période actuelle (1950 à aujourd'hui).

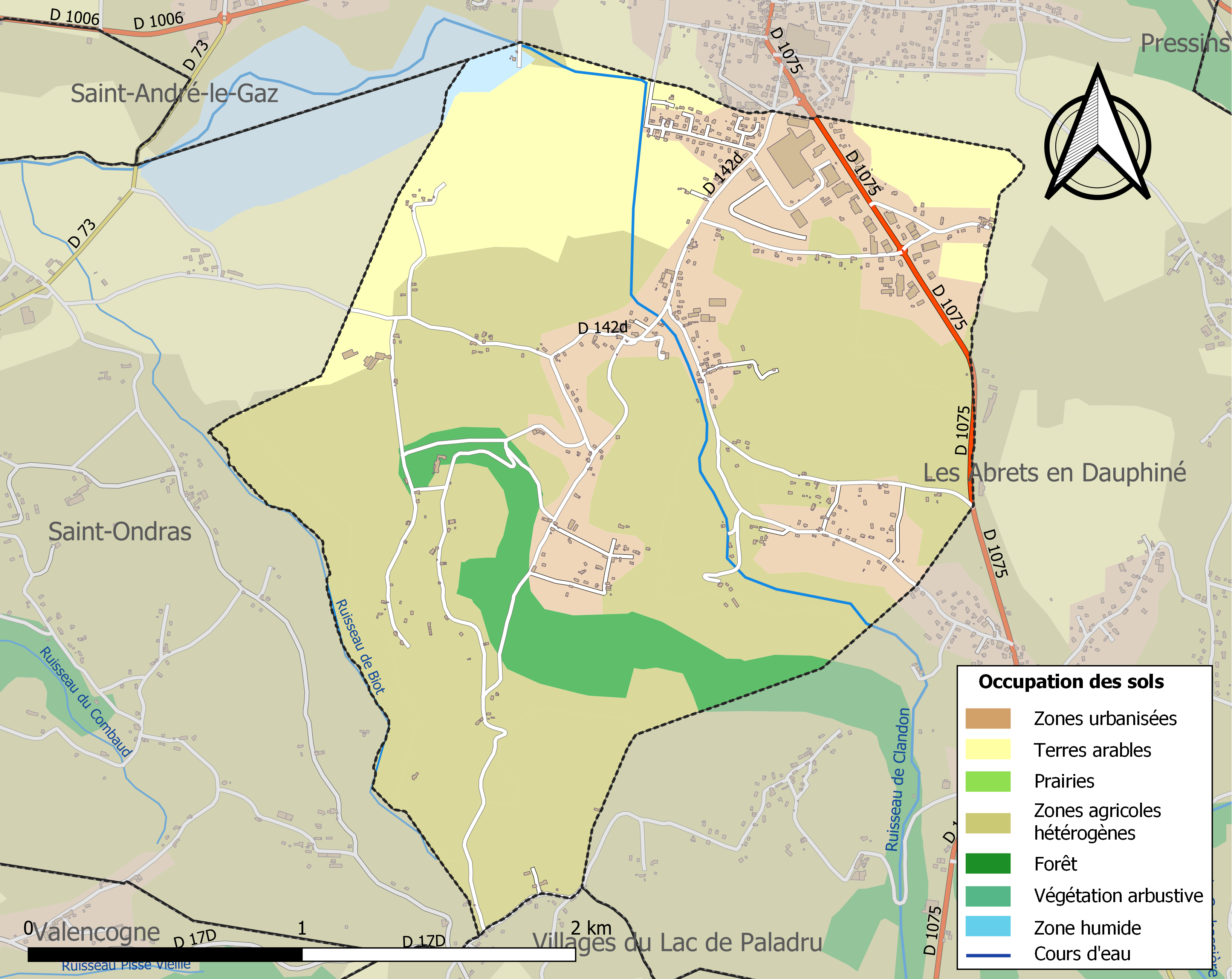
Carte des infrastructures et de l'occupation des sols de la commune en 2018 (CLC).

## Toponymie
117 noms de lieux-dits ont été recensés sur le territoire de Charancieu

## Politique et administration

### Liste des maires
| Période                                  | Période        | Identité          | Étiquette | Qualité                                                              |
| ---------------------------------------- | -------------- | ----------------- | --------- | -------------------------------------------------------------------- |
| mars 2001                                | mars 2008      | André Gillet      | DVD       | Conseiller général du Canton de Saint-Geoire-en-Valdaine (1992-2015) |
| mars 2008                                | septembre 2011 | Catherine Queyron | -         |                                                                      |
| septembre 2011                           | mars 2014      | Ivan Mottet       | -         |                                                                      |
| mars 2014                                | En cours       | Christian Guttin  | SE        | Retraité                                                             |
| Les données manquantes sont à compléter. |                |                   |           |                                                                      |

## Population et société

### Démographie
L'évolution du nombre d'habitants est connue à travers les recensements de la population effectués dans la commune depuis 1793. Pour les communes de moins de 10 000 habitants, une enquête de recensement portant sur toute la population est réalisée tous les cinq ans, les populations de référence des années intermédiaires étant quant à elles estimées par interpolation ou extrapolation. Pour la commune, le premier recensement exhaustif entrant dans le cadre du nouveau dispositif a été réalisé en 2007.

En 2022, la commune comptait 748 habitants, en évolution de −1,32 % par rapport à 2016 (Isère : +3,07 %, France hors Mayotte : +2,11 %).
| 1793 | 1800 | 1806 | 1821 | 1831 | 1836 | 1841 | 1846 | 1851 |
| ---- | ---- | ---- | ---- | ---- | ---- | ---- | ---- | ---- |
| 398  | 423  | 431  | 422  | 550  | 589  | 590  | 624  | 574  |

| 1856 | 1861 | 1866 | 1872 | 1876 | 1881 | 1886 | 1891 | 1896 |
| ---- | ---- | ---- | ---- | ---- | ---- | ---- | ---- | ---- |
| 532  | 544  | 522  | 549  | 548  | 547  | 553  | 504  | 479  |

| 1901 | 1906 | 1911 | 1921 | 1926 | 1931 | 1936 | 1946 | 1954 |
| ---- | ---- | ---- | ---- | ---- | ---- | ---- | ---- | ---- |
| 463  | 421  | 398  | 360  | 358  | 318  | 312  | 300  | 266  |

| 1962 | 1968 | 1975 | 1982 | 1990 | 1999 | 2006 | 2007 | 2012 |
| ---- | ---- | ---- | ---- | ---- | ---- | ---- | ---- | ---- |
| 267  | 268  | 289  | 407  | 521  | 563  | 672  | 688  | 723  |

| 2017 | 2022 | - | - | - | - | - | - | - |
| ---- | ---- | - | - | - | - | - | - | - |
| 774  | 748  | - | - | - | - | - | - | - |

### Enseignement
La commune est rattachée à l'académie de Grenoble.

### Médias
Historiquement, le quotidien à grand tirage Le Dauphiné libéré consacre, chaque jour, y compris le dimanche, dans son édition du Nord-Isère, un ou plusieurs articles à l'actualité sur le canton, la communauté des communes et quelquefois sur la commune, ainsi que des informations sur les éventuelles manifestations locales, les travaux routiers, et autres événements divers à caractère local.
La commune est située sur l'aire de diffusion de radio Ici Isère, une radio publique qui émet sur tout le territoire du département de l'Isère.

### Cultes
La communauté catholique et l'église (propriété de la commune) dépendent de la paroisse Saint-Jacques de la Marche qui comprend vingt autres églises du secteur. Cette paroisse est rattachée au diocèse de Grenoble-Vienne.

## Économie

### Entreprises et commerces
- Charancieu accueille l'une des usines Brioche Pasquier[19]

## Culture locale et patrimoine

### Lieux et monuments
- Maison de maître et ses dépendances, labellisées Patrimoine en Isère[20].
- Église Saints-Gervais-et-Protais de Charancieu.

### Héraldique
|  | Charancieu possède des armoiries dont l'origine et le blasonnement exact ne sont pas disponibles. |